# كيث راسيل
كيث راسيل (بالإنجليزية: Keith Russell)‏ (31 يناير 1974 في المملكة المتحدة - ) هو لاعب كرة قدم بريطاني في مركز الوسط. لعب مع نادي بلاكبول ونادي هدنسفورد تاون ونادي تاموورث ونادي ألترينتشام ونادي أثرستون تاون وPelsall Villa F.C. ‏.

## وصلات خارجية
- كيث راسيل على موقع قاعدة بيانات كرة القدم.إي يو (الإنجليزية)
- كيث راسيل على موقع Soccerbase.com (لاعب) (الإنجليزية)